# Emiliano Vecchio
Emiliano Gabriel Vecchio (Buenos Aires, 16 de novembro de 1988) é um futebolista argentino que atua como meia. Atualmente, joga pelo Unión Española.

## Carreira
Uma das revelações da base do Rosário Central, da Argentina, surgiu ao lado de Di Maria e passou por período de testes no Real Madrid, quando não pôde ser contrato por problemas na retirada do passaporte comunitário.
Sem clube, Vecchio foi parar no modesto Fuenlabrada em 2009.
Foi contratado pelo Corinthians por Andrés Sanchez em fevereiro de 2009, mas não jogou nenhuma partida. Na época, Sanchez não consultou o departamento de futebol para trazer o atleta, que nem chegou a iniciar o trabalhos no Timão e foi repassado ao Barueri para a disputa do Paulista.
No Barueri, Vecchio atuou em apenas 49 minutos ao longo de todo o ano, divididos em cinco partidas, todas entrando em campo nos minutos finais.
Voltou ao Corinthians e sem chances com o técnico Mano Menezes, o meio-campista começou a frequentar aulas de jiu-jítsu para manter a forma física e treinou também MMA, quando chegou a participar de lutas da academia dos irmãos Minotouro e Minotauro.
Com o fim do contrato de empréstimo, ele ficou meses sem atuar, pensando em encerrar a carreira, mas o recomeço veio no Chile, pelo Defensores de Belgrano. O meia voltou a jogar bem e fez 20 gols em 38 partidas pelo Defensores, chamando a atenção do Unión Española, que o contratou em 2010.
Vecchio chegou ao Qatar SC em janeiro de 2016, para contrato de seis meses, e fez quatro gols em 11 partidas.
Em maio de 2016, foi contratado pelo Santos com um contrato de quatro anos. Fez sua estreia na vitória contra a Ponte Preta no dia 16 de julho de 2016.
Vecchio esteve inscrito para disputar a Taça Libertadores da América de 2017. No jogo entre Santos e Botafogo, Vecchio foi titular e ganhou muitos elogios, a equipe da Vila Belmiro venceu por 1 a 0 no final do segundo tempo, com um gol de falta de Vitor Ferraz no último lance da partida.
Sua passagem ficou marcada por desentendimentos com o técnico Dorival Júnior e atuações irregulares. Em julho de 2019, foi vendido ao Al-Ittihad, da Arábia Saudita, por 750 mil dólares. Ao todo, foram 41 jogos, apenas um gols e quatro assistências pelo Peixe.
Depois de passagem rápida pelo Al Ittihad, ele foi jogar no Bolívar, da Bolívia, onde chegou a disputar a Copa Libertadores.

## Estatísticas
Até 22 de julho de 2018.

### Clubes
| Clube                  | Temporada         | Campeonato nacional | Campeonato nacional | Campeonato nacional | Copa nacional[a] | Copa nacional[a] | Copa nacional[a] | Competições continentais[b] | Competições continentais[b] | Competições continentais[b] | Outros torneios[c] | Outros torneios[c] | Outros torneios[c] | Total | Total | Total   |
| Clube                  | Temporada         | Jogos               | Gols                | Assist.             | Jogos            | Gols             | Assist.          | Jogos                       | Gols                        | Assist.                     | Jogos              | Gols               | Assist.            | Jogos | Gols  | Assist. |
| ---------------------- | ----------------- | ------------------- | ------------------- | ------------------- | ---------------- | ---------------- | ---------------- | --------------------------- | --------------------------- | --------------------------- | ------------------ | ------------------ | ------------------ | ----- | ----- | ------- |
| Rosário Central        | 2005–06           | 18                  | 1                   | 0                   | 0                | 0                | 0                | 3                           | 0                           | 0                           | —                  | —                  | —                  | 21    | 1     | 0       |
| Rosário Central        | 2006–07           | 0                   | 0                   | 0                   | 0                | 0                | 0                | —                           | —                           | —                           | —                  | —                  | —                  | 0     | 0     | 0       |
| Rosário Central        | Total             | 18                  | 1                   | 0                   | 0                | 0                | 0                | 0                           | 0                           | 0                           | 0                  | 0                  | 0                  | 21    | 1     | 0       |
| Fuenlabrada            | 2007–08           | 19                  | 2                   | 0                   | —                | —                | —                | —                           | —                           | —                           | —                  | —                  | —                  | 19    | 2     | 0       |
| Fuenlabrada            | Total             | 19                  | 2                   | 0                   | 0                | 0                | 0                | 0                           | 0                           | 0                           | 0                  | 0                  | 0                  | 19    | 2     | 0       |
| Grêmio Barueri         | 2009              | 3                   | 0                   | 0                   | —                | —                | —                | —                           | —                           | —                           | 1                  | 0                  | 0                  | 4     | 0     | 0       |
| Grêmio Barueri         | Total             | 3                   | 0                   | 0                   | 0                | 0                | 0                | 0                           | 0                           | 0                           | 1                  | 0                  | 0                  | 4     | 0     | 0       |
| Defensores de Belgrano | 2010–11           | 29                  | 9                   | 0                   | —                | —                | —                | —                           | —                           | —                           | —                  | —                  | —                  | 29    | 9     | 0       |
| Defensores de Belgrano | 2011–12           | 15                  | 11                  | 0                   | 2                | 2                | 0                | —                           | —                           | —                           | —                  | —                  | —                  | 17    | 13    | 0       |
| Defensores de Belgrano | Total             | 44                  | 20                  | 0                   | 2                | 2                | 0                | 0                           | 0                           | 0                           | 0                  | 0                  | 0                  | 46    | 22    | 0       |
| Unión Española         | 2012              | 33                  | 5                   | 11                  | 6                | 5                | 0                | 6                           | 1                           | 0                           | —                  | —                  | —                  | 45    | 11    | 11      |
| Unión Española         | Total             | 33                  | 5                   | 11                  | 6                | 5                | 0                | 6                           | 1                           | 0                           | 0                  | 0                  | 0                  | 45    | 11    | 11      |
| Colo-Colo              | 2013              | 16                  | 2                   | 3                   | —                | —                | —                | —                           | —                           | —                           | —                  | —                  | —                  | 16    | 2     | 3       |
| Colo-Colo              | 2013–14           | 32                  | 8                   | 0                   | 6                | 2                | 0                | 4                           | 0                           | 0                           | —                  | —                  | —                  | 42    | 10    | 0       |
| Colo-Colo              | 2014–15           | 28                  | 6                   | 8                   | 4                | 1                | 0                | 6                           | 0                           | 1                           | —                  | —                  | —                  | 38    | 7     | 9       |
| Colo-Colo              | 2015–16           | 14                  | 3                   | 5                   | 12               | 2                | 0                | —                           | —                           | —                           | —                  | —                  | —                  | 26    | 5     | 5       |
| Colo-Colo              | Total             | 90                  | 19                  | 16                  | 22               | 5                | 0                | 10                          | 0                           | 1                           | 0                  | 0                  | 0                  | 122   | 24    | 17      |
| Qatar SC               | 2015–16           | 11                  | 4                   | 0                   | —                | —                | —                | —                           | —                           | —                           | —                  | —                  | —                  | 11    | 4     | 0       |
| Qatar SC               | Total             | 11                  | 4                   | 0                   | 0                | 0                | 0                | 0                           | 0                           | 0                           | 0                  | 0                  | 0                  | 11    | 4     | 0       |
| Santos                 | 2016              | 6                   | 0                   | 0                   | 3                | 0                | 0                | 0                           | 0                           | 0                           | —                  | —                  | —                  | 9     | 0     | 0       |
| Santos                 | 2017              | 12                  | 1                   | 1                   | 1                | 0                | 0                | 2                           | 0                           | 0                           | 0                  | 0                  | 0                  | 15    | 1     | 1       |
| Santos                 | 2018              | 2                   | 0                   | 0                   | 1                | 0                | 0                | 3                           | 0                           | 0                           | 11                 | 0                  | 3                  | 17    | 0     | 3       |
| Santos                 | Total             | 20                  | 0                   | 1                   | 5                | 0                | 0                | 5                           | 0                           | 0                           | 11                 | 0                  | 3                  | 41    | 1     | 4       |
| Total na carreira      | Total na carreira | 238                 | 52                  | 28                  | 35               | 12               | 0                | 24                          | 1                           | 1                           | 12                 | 0                  | 3                  | 308   | 65    | 32      |

- a. ^ Jogos da Copa Chile
- b. ^ Jogos da Copa Libertadores
- c. ^ Jogos do Jogo amistoso

Todos os Gols de Emiliano Vecchio pelo Santos:
|    | Data                | Local                | Placar | Resultado | Adversário  | Gols | Competição         |
| -- | ------------------- | -------------------- | ------ | --------- | ----------- | ---- | ------------------ |
| 1. | 19 de julho de 2017 | Santos, Vila Belmiro | 1–0    | 1–0       | Chapecoense | 1    | Brasileiro de 2017 |